# Joaquín Balaguer

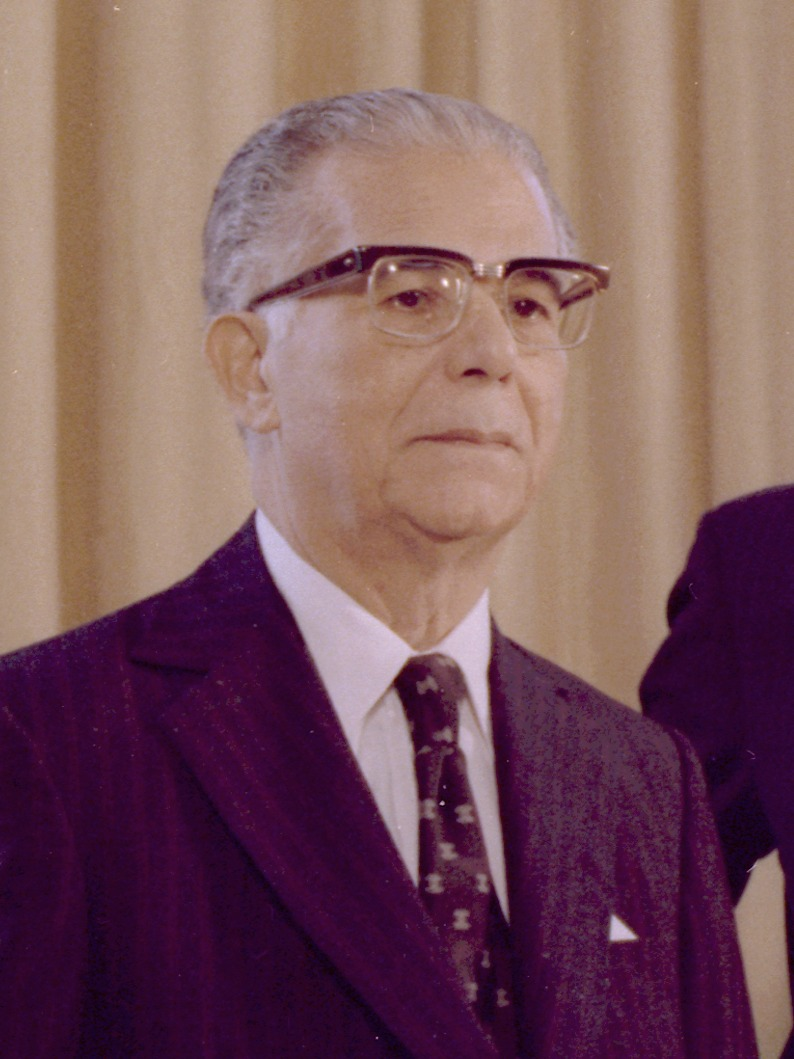
Joaquín Balaguer

Doctor Joaquín Balaguer (Villa Navarrete, provincie Santiago), 1 september 1906 - Santo Domingo, 14 juli 2002) was een van de meest spraakmakende politieke leiders van Latijns-Amerika. Hij was een kwart eeuw president van de Dominicaanse Republiek en heeft het land met "strakke hand" geregeerd.
Balaguer was jurist, econoom en vooral schrijver. Hij studeerde in Frankrijk, de Verenigde Staten en de Dominicaanse Republiek.
Balaguer heeft onder de dictatuur van Rafael Trujillo vele hoge politieke posities bekleed, waaronder ambassadeur bij de Verenigde Naties en tweede secretaris van het International Parliament for Safety and Peace. Van 1960 tot 1962 was hij president, hoewel dit tot Trujillo's dood in 1961 slechts een schijnfunctie was.
Balaguer was lid van de reformistische partij (PRSC) in de Dominicaanse Republiek.
Hij was van 1966 tot 1978 en van 1986 tot 1996 gekozen als president. Onder zijn leiding heeft de Dominicaanse Republiek grote vooruitgang ondervonden en is veel gedaan aan de verbetering van de infrastructuur en het afbetalen van buitenlandse schulden. Balaguer werd ook wel de 'President van Zand en Beton' genoemd, omdat hij enorm veel wegen en gebouwen in het land heeft laten aanleggen.
Hoewel de oppositiepartijen (PRD en PLD) scherpe kritiek op Balaguers wijze van leidinggeven hadden, had vriend en vijand respect voor zijn groot leiderschap. Balaguer was uiterst conservatief en een hater van communisten in de regio, zoals de Cubaanse president Fidel Castro. Zijn politieke vijanden stelden dat hij een "zetbaas" zou zijn van de Amerikanen in de regio.
Naast politicus was Balaguer ook een schrijver. Hij schreef meerdere boeken, die in eigen land goed werden verkocht. Het bekendste boek is 'Memorias de un cortesano de la era de Trujillo", gepubliceerd in 1988.
Balaguer was op hoge leeftijd (96 jaar) nog actief in de politiek, maar gezien zijn slechte gezondheid (hij was nagenoeg blind en doof) niet meer in staat om naar behoren op te treden. Balaguer is overleden in 2002. Zijn partij is de verkiezingen ingegaan met zijn afbeelding, propagandamateriaal en de slogan "een reformist eet nooit alleen", een bekende uitspraak van Balaguer.
- Bibsys: 14036520
- Biblioteca Nacional de España: XX839856
- Bibliothèque nationale de France: cb120644509 (data)
- Catàleg d'autoritats de noms i títols de Catalunya: 981058517874506706
- Gemeinsame Normdatei: 133715167
- International Standard Name Identifier: 0000 0000 6631 0862
- Library of Congress Control Number: n82165628
- National Archives and Records Administration: 10568427
- Nationale Bibliotheek van Israël: 987007590127605171
- Nationale Bibliotheek van Polen: a0000003706414
- Nederlandse Thesaurus van Auteursnamen: 072643005
- SNAC: w62s2jb7
- Système universitaire de documentation: 028905768
- Virtual International Authority File: 29556203
- WorldCat: E39PBJvhrX6Xm3RVF7hF4PbmVC